# Holger Nell
Holger Nell (* 1966 in Renchen) ist ein deutscher Jazzmusiker (Schlagzeug).

## Leben und Wirken
Nell, dessen Vater als Amateur in heimischen Blaskapellen und Musikvereinen aktiv ist, begann im Alter von fünf Jahren, zunächst als Autodidakt, mit dem Schlagzeugspiel, um dann in der Kapelle seines Vaters zu spielen. Später erhielt er klassischen Unterricht bei Gabriel Bouchet und Claude Ricou, Gründungsmitgliedern des Schlagzeugensembles Les Percussions de Strasbourg. Nach dem Abitur an der Heimschule Lender studierte er an der Hochschule für Musik Freiburg klassisches Schlagwerk bei Bernhard Wulff, Peter Wirweizki und Franz Lang. Während des Studiums gehörte er dem Bundesjazzorchester unter Leitung von Peter Herbolzheimer an. Von 1993 bis 1996 absolvierte er in New York City ein Jazzstudium am Mannes College of Music und der Manhattan School of Music (Master of Music).
Nell gehörte zu den Gründungsmitgliedern von Gregor Hübners Quintett mit Harvie Swartz, Tim Hagans und Andi Maile und bis heute zu verschiedenen Formationen um Steffen Schorn. Weiterhin musizierte er mit Clark Terry, Ray Brown, Joe Lovano, Sammy Nestico, Richie Beirach, Dave Liebman, John Ruocco und Ack van Rooyen. Er wirkte an Tonträgern mit Steffen Schorn, mit dem Timeless Art Orchestra und der Bobby Burgess Explosion mit. Seit Mitte der 1990er Jahre gehörte er als Schlagzeuger und zeitweilig auch als musikalischer Leiter der RIAS Big Band an. Zudem leitete er sein eigenes Quartett und war in weiteren deutschen Radio-Bigbands, der Bigband von Rainer Tempel und dem Brussels Jazz Orchestra an der Einspielung von Alben beteiligt. Tom Lord verzeichnet seine Beteiligung als Schlagzeuger an 26 Aufnahmen zwischen 1991 und 2010.
Von 1996 bis 2006 war Nell Lehrbeauftragter für Jazzschlagzeug an der Hochschule für Musik „Hanns Eisler“ Berlin; aktuell lehrt er an der Hochschule für Musik und Theater Hamburg Jazzschlagzeug.